# Postulaat van Bertrand
Het postulaat van Bertrand is een stelling in de getaltheorie, een deelgebied van de wiskunde, die zegt dat bij elk positief geheel getal {\displaystyle n>1} altijd een priemgetal {\displaystyle p} is tussen {\displaystyle n} en het dubbele daarvan. Een sterkere uitspraak is dat voor {\displaystyle n>3} er altijd een priemgetal {\displaystyle p} is met {\displaystyle n<p<2n-2}.
Dit postulaat staat ook bekend als de stelling van Bertrand-Chebyshev of de stelling van Chebyshev. Joseph Bertrand formuleerde het als een vermoeden in 1845, en Chebyshev bewees het in 1850. Srinivasa Aaiyangar Ramanujan publiceerde in 1919 een eenvoudiger bewijs, dat de negentienjarige Erdős in 1931 verbeterde. Zijn bewijs beschouwt de binomiaalcoëfficiënt
{\displaystyle {2n \choose n}={\frac {(2n)!}{n!n!}}}
Stel nu dat er een {\displaystyle n} is waarvoor er geen priemgetal tussen {\displaystyle n} en {\displaystyle 2n} zit, dan geldt:
{\displaystyle {\frac {4^{n}}{2n}}\leq {2n \choose n}},
want
{\displaystyle 4^{n}=(1+1)^{2n}=\sum _{k=0}^{2n}{\binom {2n}{k}}=2+\sum _{k=1}^{2n-1}{\binom {2n}{k}}\leq 2n{\binom {2n}{n}}}
aangezien {\displaystyle {\tbinom {2n}{n}}} de grootste term in de som is.
{\displaystyle {2n \choose n}=\prod _{p=1}^{2n}p^{s(p)}}
{\displaystyle \prod _{p=1}^{2n}p^{s(p)}\leq (2n)^{{\sqrt {(}}2n)}4^{2n/3}}
Tezamen impliceren deze feiten dat
{\displaystyle 4^{n/3}\leq (2n)^{1+{\sqrt {2n}}}}
hetgeen onwaar is voor {\displaystyle n} groot genoeg. Voor kleinere {\displaystyle n} is het postulaat eenvoudig empirisch te controleren.
Het aantal priemgetallen tussen {\displaystyle n} en {\displaystyle 2n}, voor {\displaystyle n=1,2,3,\ldots } is 0, 1, 1, 2, 1, 2, 2, 2, 3, 4, 3, 4, 3, 3, ... (rij A060715 in OEIS). 